# کیسم
کِیسُم روستایی در استان گیلان ایران است.
در طول جغرافیایی ۵۶/۴۹ و عرض ۱۵/۳۷ با وسعتی حدود ۲۵۰ کیلومتر مربع در جنوب شرقی شهرستان آستانه اشرفیه واقع شده‌است. از محصولات کشاورزی این روستا می‌توان برنج، بادام، چای را نام برد.
همچنین این روستا مزین به مسجد و بارگاه آقا سید حسین کیا که از نوادگان امام موسی کاظم (ع) است می باشد.

## جغرافیا
به هنگام مسافرت از رشت به طرف مازندران، در انتهای جاده کمربندی آستانه اشرفیه تابلوی سبز رنگ بزرگی به چشم می‌خورد که روی آن کیسم، با فلش مشخص شده‌است. کیسم در طول جغرافیایی ۵۶/۴۹ و عرض ۱۵/۳۷ با وسعتی حدود ۲۵۰ کیلومتر مربع در جنوب شرقی شهرستان آستانه اشرفیه واقع شده‌است.
کیسم در گذشته مقر حکومت خاندان کیا بوده و در حال حاضر آرامگاه سید حسین کیا در این محل زیارتگاه مشتاقان است.
کیسم در مرکز مثلث جلگه مرکزی گیلان که رئوس آن را امامزاده هاشم، چمخاله و انزلی تشکیل می‌دهند قرار گرفته و از چهار طرف به وسیله سپید رود و نهر حشمت رود احاطه شده‌است که به وسیلهٔ یک پل خشتی قدیمی در شمال و یک پل جدید در جنوب، با دو طرف خود ارتباط پیدا می‌کند. پنج کیلومتر از طول ۸۰۰ کیلومتری سپید رود به صورت حرف L، جنوب و غرب کیسم را محصور کرده‌است.
مردم کیسم گیلک هستند و در گفتار خود گیلکی را به کار می‌برند و همه فارسی بلدند.
بارندگی سالانه به ۱۲۰۰ میلی‌متر می‌رسد. میانگین حرارات گرمترین ماه سال ۲۱ درجه سانتی گراد و سردترین ماه سال ۶ درجه سانتی گراد است. هر سال زمستان ۲ تا ۳ بار برف می‌بارد که از نیم متر تجاوز نمی‌کند. رود پرآب و دایمی سفیدرود، خاک حاصل خیز و رطوبت و باران فراوان، آب و هوای معتدل و مساعد و روح پرور، امرار معاش در کیسم را آسان نموده که به صورت مثلی معروف درآمده است: <<اگر زمانی خواستی دستت را در آب بشویی ماهی، به خاک چنگ بزنی بادام زمینی، بالاتر از روی خاک صیفی جات و بالاتر از آن بوته چای و باز هم بالاتر برنج و مرکبات و چون می‌ایستی میوه و کمی بالاتر روی ترنبار و کتام پیله ابریشم قابل استحصال و تأمین معاش است. به علاوه اضافه کار خانواده‌ها در شب‌های طولانی زمستانی صنایع دستی متنوع حصیربافی شامل: حصیر، زیرانداز، کلاه، خورجین و سفره و نیز سفال سازی، خراطی و توربافی و ساخت قایق چوبی (نو) است.

## اقتصاد
کیسم مهم‌ترین مرکز کشت برنج آستانه اشرفیه، از تولید بالایی در پیله ابریشم، چای، بادام زمینی، حبوبات و صیفی‌جات برخوردار است، اما از گذشته دور، مهم‌ترین منبع درآمد و ارتزاق کیسمی‌ها رودخانه سفیدرود بوده‌ است.
شغل اکثر مردم این روستا کشاورزی و ماهی‌گیری است که به‌خاطر فصلی بودن این دو شغل، مردم این روستا به دامداری هم می‌پردازند. از آنجایی‌که برنج کیسم بهترین برنج و مرغوب‌ترین آن در بین برنج‌های گیلان است، بیشتر درآمد مردم این روستا از فروش این محصول است.